# عقاب در برابر کوسه
عقاب در برابر کوسه (انگلیسی: Eagle vs Shark) فیلمی در ژانر کمدی رمانتیک به کارگردانی تایکا وایتیتی است که در ۱۵ ژوئن ۲۰۰۷ از سوی میرامکس منتشر شد. از بازیگران آن می‌توان به جامین کلمنت، کریگ هال، ریچل هاوس، جوئل توبک و تایکا وایتیتی اشاره کرد.